# Bankirfirma
En bankirfirma var en bankliknande verksamhet som drevs av enskilda personer var för sig eller av vanliga handelsbolag (även såsom kommanditbolag). I Sverige var dylika särskilt vanliga under första världskriget, men 1918 förlorade de rätten att använda inlånade medel.